# أنجيل برينر
أنجيل ديابانغ برينر (بالفرنسية: Angèle Diabang Brener)‏ هي كاتبة سيناريو ومخرجة ومنتجة أفلام من السنغال.

## الحياة المُبكّرة والتعليم
وُلدت أنجيل ديابانغ برينر في العاصِمة السنغاليّة داكار عام 1979. تدربت وتعلَّمت صناعة الأفلام في مركز ميديا في داكار (بالفرنسية: Média Centre de Dakar)‏ ثم في مدرسة السينما الحكومية الفرنسية لا فيميس (بالفرنسية: La Fémis)‏ في العاصِمة باريس، ثم في أكاديمية السينما الشهيرة في بادن فورتمبيرغ (بالألمانية: Filmakademie Baden-Württemberg) في ألمانيا.

## المسيرة المهنيّة
بدأت أنجيل حياتها المهنية محررة أفلام ثم في عام 2005 أخرجت فيلمها الأول وهو فيلم وثائقي صدر بعنوان ابتسامتي الجميلة (بالفرنسية: Mon beau sourire)‏ ويحكي عن معايير الجمال للمرأة السنغاليّة. تدير برينر شركة إنتاجٍ تحملُ اسم كارونينكا (بالفرنسية: Karoninka)‏ التي يُنسب لها إنتاج أكثر من عشرة أفلام.

## قائمة أعمالها
| السنة | العنوان                           | العنوان الأصلي                           | ملاحظات                                                        |
| ----- | --------------------------------- | ---------------------------------------- | -------------------------------------------------------------- |
| 2005  | ابتسامتي الجميلة                  | Mon beau sourire                         | فيلم وثائقي عن معايير الجمال في السنغال                        |
| 2007  | الرجل هو علاج الرجل               | L'Homme est le remède de l'homme         | شاركت في إخراج هذا الفيلم مع عددٍ من المخرجين                   |
| 2007  | عكسُ المنفى                        | Le Revers de l'exil                      | فيلم روائي طويل                                                |
| 2007  | السنغاليون والإسلام               | Sénégalaises et Islam                    | فيلم وثائقيّ قصير                                               |
| 2008  | ياندي كودو: لا جريوت دو سنغور     | Yandé Codou، la griotte de Senghor       | فيلم روائي طويل                                                |
| 2014  | الكونغو: طبيبٌ من أجل إنقاذ النساء | Congo, un médecin pour sauver les femmes | فيلم وثائقي يحكي السيرة الذاتيّة وأبرز محطّات حياة دينيس موكويغي |

## الجوائز
حصلت أنجيل عن فيلمها السينغال والإسلام (بالفرنسية: Sénégalaises et Islam)‏ الذي صدر عام 2007 على جائزة لجنة التحكيم في مهرجان صور المواطن (بالفرنسية: Festival Images citoyennes)‏ في مدينة لياج بدولة بلجيكا، كما نالت عن نفس الفيلم إشادة خاصّة في مهرجان الأفلام الأفريقية (بالفرنسية: Festival of African Films)‏ بفرنسا.